# Perseus – der Unbesiegbare
Perseus – der Unbesiegbare (Originaltitel: Perseo l'invincibile) ist ein historisierender Abenteuerfilm mit Fantasy-Elementen, den Alberto De Martino 1963 inszenierte. Im deutschen Sprachraum lief der Film am 22. Mai 1964 an.

## Handlung
Der König von Seriphos muss enorme Tributgelder an den Machthaber des benachbarten Reiches von Argor, Akrisios, bezahlen. Dessen Sohn Galenor bekämpft die Soldaten des Königs und wirft diese einem Drachen vor oder setzt sie den Blicken der Medusa aus.
Der einfache Fischer Perseus ahnt derweil nichts von seiner Herkunft, die ihn zum rechtmäßigen Throninhaber Argors macht. Die schöne Andromeda, Tochter des Königs, liebt Perseus, wird aber von ihrem Vater, nachdem auch dessen Sohn Opfer der Medusa wird, dem Galenor versprochen, da der König so glaubt, Akrisios besänftigen zu können.
Perseus besiegt Galenor bei einem Turnier; der flieht, als er Perseus erkennt, der ihm aber folgt und gegen den Drachen kämpfen muss, was den Thronräubern Zeit gibt, nun Seriphos zu überfallen. Perseus kann auch die Medusa besiegen und kann mit der dadurch befreiten Armee zur Befreiung von Seriphos antreten. Akrisios und Galenor kommen um; Perseus wird nun mit Andromeda herrschen.

## Kritik
Das Monthly Film Bulletin hält den Film für „reine Routine, mit den üblichen flachen Dialogen, oberflächlich inszenierten Kampfszenen und langweiliger Kameraführung“. Auch das Lexikon des internationalen Films befand, es handle sich um einen „Muskel- und Sandalenfilm“ nach herkömmlichem Muster.

## Bemerkungen
In den USA wurde der Film als Teil der „Sons of Hercules“-Reihe gezeigt, unter dem Titel Medusa vs. The Son of Hercules. Spanischer Titel ist El valle de los hombres de piedra.